# 越南共和國國家羽毛球隊
越南共和國國家羽毛球隊，通稱南越國家羽毛球隊，是前越南共和國（南越）的羽毛球代表隊，代表越南共和國參加羽毛球國際間團隊比賽。
南越國家羽毛球隊參加了亞洲運動會等洲際賽事，特別是在1966年。南越國家男子羽毛球隊代表國家參加1965年東南亞半島運動會，因此首次出現在國際團體錦標賽中。
1975年4月30日西貢淪陷後越南共和國被越南南方共和國及北越所滅，南越國家羽毛球隊也從此解散。越南共和國羽毛球協會於1990年被越南羽毛球協會取代。

## 歷史
羽毛球運動於1960年代初首次在越南進行。對於南越來說，這項在西貢進行的運動在該國不太受歡迎。

### 男子團體
南越參加了1965年東南亞半島運動會的男子團體比賽。八強與老撾正面交鋒，以0-3不敵老撾而慘遭淘汰。1969年，南越國家羽毛球隊參加了1969年亞洲羽毛球錦標賽男子團體賽。在16強以0-5不敵菲律賓，未能晉級。
1971年，南越國家羽毛球隊應印尼總統蘇哈圖邀請，參加在雅加達舉行的1971年亞洲羽毛球錦標賽。後來拒絕參賽。

## 國際團體賽成績
| 年份             | 回合     | 排名     |
| ---------------- | -------- | -------- |
| 1949年 至 1973年 | 沒有參賽 | 沒有參賽 |

| 年份             | 回合     | 排名     |
| ---------------- | -------- | -------- |
| 1957年 至 1972年 | 沒有參賽 | 沒有參賽 |

### 亞洲運動會
| 年份             | 回合     | 排名     |
| ---------------- | -------- | -------- |
| 1962年 至 1974年 | 沒有參賽 | 沒有參賽 |

| 年份             | 回合     | 排名     |
| ---------------- | -------- | -------- |
| 1962年 至 1974年 | 沒有參賽 | 沒有參賽 |

### 亞洲羽毛球錦標賽

#### 男子團體
| 年份   | 回合     | 排名     |
| ------ | -------- | -------- |
| 1962年 | 沒有參賽 | 沒有參賽 |
| 1965年 | 沒有參賽 | 沒有參賽 |
| 1969年 | 16強     | 第13名   |
| 1971年 | 退出     | 退出     |

### 東南亞半島運動會
| 年份   | 回合     | 排名     |
| ------ | -------- | -------- |
| 1965年 | 8強      | 第5名    |
| 1971年 | 沒有參賽 | 沒有參賽 |
| 1973年 | 沒有參賽 | 沒有參賽 |

| 年份   | 回合     | 排名     |
| ------ | -------- | -------- |
| 1965年 | 沒有參賽 | 沒有參賽 |
| 1971年 | 沒有參賽 | 沒有參賽 |
| 1973年 | 沒有參賽 | 沒有參賽 |

**紅色邊框顏色表示比賽在主場舉行。

## 團體賽成員名單

### 參賽運動員名單
最後更新：1965年東南亞半島運動會

#### 男子團體
| 姓名   | 出生日期（年齡） | 排名 | 排名 | 排名     |
| 姓名   | 出生日期（年齡） | 單打 | 雙打 | 混合雙打 |
| ------ | ---------------- | ---- | ---- | -------- |
| 歐心第 |                  | -    | -    | -        |
| 阮文玉 |                  | -    | -    | -        |
| 蔡論賢 |                  | -    | -    | -        |
| 阮空福 |                  | -    | -    | -        |
| 林程   |                  | -    | -    | -        |

#### 女子團體
| 姓名     | 出生日期（年齡） | 排名 | 排名 | 排名     |
| 姓名     | 出生日期（年齡） | 單打 | 雙打 | 混合雙打 |
| -------- | ---------------- | ---- | ---- | -------- |
| 阮氏翠紅 |                  | -    | -    | -        |